# 第11回参議院議員通常選挙
第11回参議院議員通常選挙（だい11かいさんぎいんぎいんつうじょうせんきょ）は、1977年（昭和52年）7月10日に日本で行われた国会（参議院）議員の選挙である。

## 概説
- 前回選挙で与野党が伯仲状態となったことから、「保革逆転」すなわち「ねじれ国会」となるかが注目された。
- 選挙前、自民党の獲得議席は50議席台後半と予測されていたが、結果は63議席、無所属の追加公認を含めて66議席と改選議席を上回り、伯仲状態の解消には至らなかったものの、予想以上の健闘となった。
- 与野党伯仲かつ党を政敵の大平幹事長に握られ、苦しい政権運営が続いていた福田だが、参院選を切り抜けたのを機に徐々に自信を深めていくことになり、翌年の総裁再選出馬に至ることになる（大福密約）。
- 内陸県出身の首相が臨んだ初の国政選挙である[1]。
- 戦後初の関東地方出身の首相が臨んだ国政選挙でもある。
- この回から戦後生まれが参議院議員の被選挙権を得た。

## 選挙データ

### 内閣
- 福田赳夫内閣（第67代）

### 投票日
- 1977年（昭和52年）7月10日

### 改選数
- 126議席
  - 地方区：76議席
  - 全国区：50議席

### 選挙制度
- 地方区　
  - 小選挙区制：改選数26議席
    - 2人区（改選1名、単記投票）：26選挙区

  - 中選挙区制：改選数50議席
    - 4人区（改選2名、単記投票）：15選挙区
    - 6人区（改選3名、単記投票）：4選挙区
    - 8人区（改選4名、単記投票）：2選挙区
- 全国区　
  - 大選挙区制：改選数50議席
- 秘密投票
- 20歳以上の男女
- 有権者[2]：78,321,715人

男性：37,911,227人
女性：40,410,488人

### その他
- 立候補者[2]：320名

地方区：218名
全国区：102名

## 選挙結果

### 投票率
- 地方区：68.48%（投票者数：53,642,596人）
- 全国区：68.49%（投票者数：53,634,788人）

### 議席数
| 党派         | 地方区     | 地方区 | 地方区 | 全国区     | 全国区 | 全国区 | 議席 合計 |
| 党派         | 得票       | 比率   | 議席   | 得票       | 比率   | 議席   | 議席 合計 |
| ------------ | ---------- | ------ | ------ | ---------- | ------ | ------ | --------- |
| 自由民主党   | 20,440,157 | 39.4%  | 45     | 18,160,061 | 35.8%  | 18     | 63        |
| 日本社会党   | 13,403,216 | 25.8%  | 17     | 8,805,617  | 17.3%  | 10     | 27        |
| 公明党       | 3,206,719  | 6.1%   | 5      | 7,174,459  | 14.2%  | 9      | 14        |
| 民社党       | 2,318,386  | 4.4%   | 2      | 3,387,541  | 6.6%   | 4      | 6         |
| 日本共産党   | 5,159,142  | 9.9%   | 2      | 4,260,050  | 8.4%   | 3      | 5         |
| 新自由クラブ | 2,951,976  | 5.6%   | 2      | 1,957,902  | 3.8%   | 1      | 3         |
| 社会市民連合 | 610,505    | 1.1%   | 0      | 1,418,855  | 2.7%   | 1      | 1         |
| 革新自由連合 | 475,560    | 0.9%   | 0      | 1,381,700  | 2.7%   | 1      | 1         |
| 日本女性党   | 45,328     | 0.01%  | 0      | 161,692    | 0.3%   | 0      | 0         |
| その他の党派 | 702,900    | 1.3%   | 1      | 207,056    | 0.4%   | 0      | 1         |
| 無所属       | 2,485,292  | 4.7%   | 2      | 3,767,662  | 7.4%   | 3      | 5         |
|              | 51,799,180 |        | 76     | 50,682,594 |        | 50     | 126       |

| 政党／無所属 | 改選 | 非改選 | 合計 |
| ------------ | ---- | ------ | ---- |
| 与党         | 63   | 61     | 124  |
| 自由民主党   | 63   | 61     | 124  |
| 野党他       | 63   | 62     | 125  |
| 日本社会党   | 27   | 29     | 56   |
| 公明党       | 14   | 11     | 25   |
| 民社党       | 6    | 5      | 11   |
| 日本共産党   | 5    | 11     | 16   |
| 新自由クラブ | 3    | 0      | 3    |
| 社会市民連合 | 1    | 0      | 1    |
| 無所属       | 7    | 6      | 13   |
| 合計         | 126  | 123    | 249  |

### 政党・政治団体
自由民主党
| 総裁     | 幹事長   | 総務会長 | 政務調査会長 | 国会対策委員長 | 参議院議員会長 |
| -------- | -------- | -------- | ------------ | -------------- | -------------- |
| 福田赳夫 | 大平正芳 | 江崎真澄 | 河本敏夫     | 安倍晋太郎     | 安井謙         |

日本社会党
| 中央執行委員長 | 中央執行副委員長             | 書記長   | 政策審議会長 | 国会対策委員長 | 参議院議員会長 |
| -------------- | ---------------------------- | -------- | ------------ | -------------- | -------------- |
| 成田知巳       | 飛鳥田一雄 高沢寅男 山本幸一 | 石橋政嗣 | 堀昌雄       | 角屋堅次郎     | 秋山長造       |

公明党
| 中央執行委員長 | 中央執行副委員長           | 書記長   | 政策審議会長 | 国会対策委員長 | 参議院議員団長 |
| -------------- | -------------------------- | -------- | ------------ | -------------- | -------------- |
| 竹入義勝       | 浅井美幸 多田省吾 二宮文造 | 矢野絢也 | 正木良明     | 大久保直彦     | 鈴木一弘       |

民社党
| 中央執行委員長 | 中央執行副委員長 | 書記長   | 政策審議会長 | 国会対策委員長 | 参議院議員会長 | 常任顧問        |
| -------------- | ---------------- | -------- | ------------ | -------------- | -------------- | --------------- |
| 春日一幸       | 佐々木良作       | 塚本三郎 | 河村勝       | 玉置一徳       | 向井長年       | 曾禰益 西尾末広 |

日本共産党
| 議長     | 幹部会委員長 | 幹部会副委員長             | 書記局長 | 政策委員会責任者 | 国会対策委員長 | 参議院議員団長 |
| -------- | ------------ | -------------------------- | -------- | ---------------- | -------------- | -------------- |
| 野坂参三 | 宮本顕治     | 市川正一 岡正芳 瀬長亀次郎 | 不破哲三 | 上田耕一郎       | 松本善明       | 岩間正男       |

新自由クラブ
| 常任幹事会代表 | 常任幹事会副代表 | 常任幹事会幹事長 | 政策委員会責任者 | 国会対策委員長 | 参議院議員会長 |
| -------------- | ---------------- | ---------------- | ---------------- | -------------- | -------------- |
| 河野洋平       | 田川誠一         | 西岡武夫         | 小林正巳         | 山口敏夫       | 有田一壽       |

社会市民連合
| 常任役員会代表 |
| -------------- |
| 江田三郎       |

## 議員

### この選挙で選挙区当選
自民党   社会党   新自ク   公明党   共産党   民社党   諸派   無所属 
| 北海道     | 北海道   | 北海道   | 北海道   | 青森県     | 岩手県     | 宮城県     | 秋田県       | 山形県     |            |
| 北修二     | 中村啓一 | 丸谷金保 | 川村清一 | 寺下岩蔵   | 岩動道行   | 大石武一   | 野呂田芳成   | 降矢敬義   |            |
| 福島県     | 福島県   | 茨城県   | 茨城県   | 栃木県     | 栃木県     | 群馬県     | 群馬県       | 埼玉県     | 埼玉県     |
| 村田秀三   | 鈴木正一 | 郡祐一   | 高杉廸忠 | 岩崎純三   | 戸叶武     | 山本富雄   | 茜ヶ久保重光 | 土屋義彦   | 森田重郎   |
| 千葉県     | 千葉県   | 神奈川県 | 神奈川県 | 山梨県     | 東京都     | 東京都     | 東京都       | 東京都     |            |
| 菅野儀作   | 加瀬完   | 河野謙三 | 片岡勝治 | 降矢敬雄   | 原文兵衛   | 黒柳明     | 木島則夫     | 柿沢弘治   |            |
| 新潟県     | 新潟県   | 富山県   | 石川県   | 福井県     | 長野県     | 長野県     | 岐阜県       | 静岡県     | 静岡県     |
| 塚田十一郎 | 吉田正雄 | 高平公友 | 嶋崎均   | 山内一郎   | 村沢牧     | 下条進一郎 | 浅野拡       | 熊谷弘     | 勝又武一   |
| 愛知県     | 愛知県   | 愛知県   | 三重県   | 滋賀県     | 京都府     | 京都府     | 大阪府       | 大阪府     | 大阪府     |
| 八木一郎   | 井上計   | 馬場富   | 坂倉藤吾 | 河本嘉久蔵 | 植木光教   | 佐藤昭夫   | 森下泰       | 田代富士男 | 沓脱タケ子 |
| 兵庫県     | 兵庫県   | 兵庫県   | 奈良県   | 和歌山県   | 鳥取県     | 島根県     | 岡山県       | 岡山県     |            |
| 金井元彦   | 渡部通子 | 小谷守   | 堀内俊夫 | 世耕政隆   | 広田幸一   | 成相善十   | 木村睦男     | 秋山長造   |            |
| 広島県     | 広島県   | 山口県   | 徳島県   | 香川県     | 愛媛県     | 高知県     | 福岡県       | 福岡県     | 福岡県     |
| 藤田正明   | 藤田進   | 小沢太郎 | 亀長友義 | 真鍋賢二   | 桧垣徳太郎 | 林迶       | 遠藤政夫     | 原田立     | 小野明     |
| 佐賀県     | 長崎県   | 熊本県   | 熊本県   | 大分県     | 宮崎県     | 鹿児島県   | 鹿児島県     | 沖縄県     |            |
| 鍋島直紹   | 中村禎二 | 三善信二 | 細川護熙 | 衛藤征士郎 | 坂元親男   | 金丸三郎   | 田原武雄     | 稲嶺一郎   |            |

### この選挙で全国区当選
自民党   社会党   新自ク   公明党   共産党   民社党   社民連   革自連   無所属 
| 1位-10位  | 田英夫   | 江田五月   | 福島茂夫   | 玉置和郎   | 梶木又三 | 内藤誉三郎 | 楠正俊     | 町村金五 | 増岡康治 | 栗林卓司   |
| 11位-20位 | 柳沢錬造 | 古賀雷四郎 | 伊江朝雄   | 野末陳平   | 西村尚治 | 柏原ヤス   | 竹内潔     | 矢追秀彦 | 徳永正利 | 前島英三郎 |
| 21位-30位 | 中尾辰義 | 堀江正夫   | 松前達郎   | 中野明     | 片山正英 | 大森昭     | 小平芳平   | 扇千景   | 下田京子 | 大木正吾   |
| 31位-40位 | 多田省吾 | 渋谷邦彦   | 横山ノック | 和泉照雄   | 藤井恒男 | 高橋圭三   | 安西愛子   | 中村利次 | 宮本顕治 | 宮崎正義   |
| 41位-50位 | 円山雅也 | 安恒良一   | 山崎昇     | 田中寿美子 | 藤井裕久 | 石本茂     | 宮之原貞光 | 佐藤三吾 | 市川正一 | 穐山篤     |

### 補欠当選
- 熊本選挙区 三善信二（1979.3.7死去）→三浦八水（1979.4.22補欠当選）
- 青森選挙区 寺下岩蔵（1980.4.19死去）→松尾官平（1980.6.1補欠当選）
- 千葉選挙区 菅野儀作（1981.1.25死去）→臼井荘一（1981.3.8補欠当選）
- 岐阜選挙区 浅野拡（1981.7.17死去）→杉山令肇（1981.6.28補欠当選）
- 佐賀選挙区 鍋島直紹（1981.11.16死去）→大坪健一郎（1982.1.10補欠当選）
- 栃木選挙区 戸叶武（1982.12.25死去）→上野雄文（1983.2.13補欠当選）

### この選挙で初当選
計52名
- 衆議院議員経験者には「※」の表示。

自由民主党
22名
- 浅野拡
- 伊江朝雄
- 岩崎純三
- 遠藤政夫
- 扇千景

- 大石武一※
- 小沢太郎※
- 金丸三郎
- 亀長友義
- 北修二

- 熊谷弘
- 下条進一郎
- 鈴木正一
- 高平公友
- 竹内潔

- 中村啓一
- 成相善十
- 野呂田芳成
- 福島茂夫
- 藤井裕久

- 降矢敬義
- 降矢敬雄
- 堀江正夫
- 増岡康治
- 真鍋賢二

- 三善信二
- 山本富雄

日本社会党
12名
- 穐山篤
- 大木正吾
- 大森昭
- 勝又武一
- 坂倉藤吾

- 佐藤三吾
- 高杉廸忠
- 広田幸一
- 松前達郎
- 丸谷金保

- 村沢牧
- 安恒良一
- 吉田正雄

公明党
4名
- 和泉照雄
- 中野明※
- 馬場富
- 渡部通子※

日本共産党
4名
- 市川正一
- 佐藤昭夫
- 下田京子
- 宮本顕治

民社党
2名
- 井上計
- 柳沢錬造

新自由クラブ
3名
- 柿沢弘治
- 円山雅也
- 森田重郎

社会市民連合
1名
- 江田五月

国政に新風を送る会
1名
- 衛藤征士郎

無所属
3名
- 高橋圭三
- 田原武雄
- 八代英太

### この選挙で返り咲き
計2名
公明党
1名
- 渋谷邦彦

革新自由連合
1名
- 横山ノック

### この選挙で引退・不出馬
計34名
自由民主党
20名
- 青木一男
- 伊藤五郎
- 岩本政一
- 上田稔
- 岡本悟

- 小笠公韶
- 小川半次
- 鹿島俊雄
- 剱木亨弘
- 高橋邦雄

- 高橋雄之助
- 橘直治
- 寺本広作
- 中村登美
- 橋本繁蔵

- 福井勇
- 増原恵吉
- 宮崎正雄
- 山本茂一郎
- 吉武恵市

日本社会党
8名
- 佐々木静子
- 杉山善太郎
- 竹田現照
- 鶴園哲夫
- 野々山一三

- 羽生三七
- 松永忠二
- 森勝治

公明党
1名
- 山田徹一

日本共産党
4名
- 岩間正男
- 須藤五郎
- 塚田大願
- 野坂参三

無所属
1名
- 立川談志

### この選挙で落選
計25名
自由民主党
9名
- 一龍齋貞鳳
- 川野辺静
- 木内四郎
- 久保田藤麿
- 黒住忠行

- 佐多宗二
- 棚辺四郎
- 柳田桃太郎
- 矢野登

日本社会党
10名
- 神沢浄
- 工藤良平
- 沢田政治
- 鈴木力
- 辻一彦

- 戸田菊雄
- 中村英男
- 前川旦
- 望月優子
- 森中守義

日本共産党
4名
- 春日正一
- 加藤進
- 近藤忠孝
- 星野力

民社党
1名
- 中沢伊登子

革新自由連合
1名
- 鈴木武樹